# 梅奧峰
梅奧峰（英語：Mayo Peak）是南極洲的山峰，位於瑪麗伯德地的沃爾格林海岸，處於瓊斯海崖南端，海拔高度約300米，在1977年由美國南極名稱諮詢委員命名，現時由南極條約體系管理。